# Lestes ochraceus
Lestes ochraceus é uma espécie de libelinha da família Lestidae.
Pode ser encontrada nos seguintes países: Costa do Marfim, Gâmbia, Gana, Quénia, Madagáscar, Malawi, Nigéria, África do Sul, Sudão, Tanzânia, Uganda, Zâmbia, Zimbabwe e possivelmente em Burundi.
Os seus habitats naturais são: florestas subtropicais ou tropicais húmidas de baixa altitude, savanas áridas, savanas húmidas, matagal árido tropical ou subtropical, matagal húmido tropical ou subtropical, rios, rios intermitentes, pântanos, marismas de água doce e marismas intermitentes de água doce.